# Maurizio Amati
Maurizio Amati (Roma, 23 dicembre 1944) è un produttore cinematografico italiano.

## Biografia
Figlio del produttore cinematografico Edmondo, inizia a lavorare nella produzione di alcuni film di Franco e Ciccio, diretti da Giorgio Simonelli e prosegue, spesso affiancando il padre, collaborando con registi del cinema di genere, come Alberto De Martino, Sergio Grieco, Michele Lupo, Enzo G. Castellari, Ruggero Deodato, ma lavora più volte anche per Dino Risi. Collaborando con registi come Carlo Vanzina, Neri Parenti ed Enrico Oldoini produce commedie di grande successo commerciale, in particolare i cosiddetti cinepanettoni, distribuiti dalla Filmauro di cui è direttore generale.

## Filmografia parziale
- Django spara per primo, regia di Alberto De Martino (1966)
- Troppo per vivere... poco per morire, regia di Michele Lupo (1967)
- Colpo maestro al servizio di Sua Maestà britannica, regia di Michele Lupo (1967)
- Rapporto Fuller, base Stoccolma, regia di Sergio Grieco (1968)
- 7 scialli di seta gialla, regia di Sergio Pastore (1972)
- La polizia incrimina, la legge assolve, regia di Enzo G. Castellari (1973)
- Holocaust 2000, regia di Alberto De Martino (1977)
- Nudo e crudele, regia di Bitto Albertini (1984)
- Montecarlo Gran Casinò, regia di Carlo Vanzina (1987)
- Indio, regia di Anthony M. Dawson (1989)
- Vacanze di Natale '90, regia di Enrico Oldoini (1990)
- Vacanze di Natale '91, regia di Enrico Oldoini (1991)
- Anni 90, regia di Enrico Oldoini (1992)
- Per amore, solo per amore, regia di Giovanni Veronesi (1993)
- Anni 90 - Parte II, regia di Enrico Oldoini (1993)
- S.P.Q.R. - 2000 e ½ anni fa, regia di Carlo Vanzina (1994)
- Vacanze di Natale '95, regia di Neri Parenti (1995)
- Silenzio... si nasce, regia di Giovanni Veronesi (1996)
- A spasso nel tempo, regia di Carlo Vanzina (1996)
- A spasso nel tempo - L'avventura continua, regia di Carlo Vanzina (1997)
- Coppia omicida, regia di Claudio Fragasso (1998)
- Cucciolo, regia di Neri Parenti (1998)
- Incontri proibiti, regia di Alberto Sordi (1998)
- Paparazzi, regia di Neri Parenti (1998)
- Il cielo in una stanza, regia di Carlo Vanzina (1999)
- Tifosi, regia di Neri Parenti (1999)
- Vacanze di Natale 2000, regia di Carlo Vanzina (1999)
- Body Guards - Guardie del corpo, regia di Neri Parenti (2000)
- Amici Ahrarara, regia di Franco Amurri (2001)
- Merry Christmas, regia di Neri Parenti (2001)
- Il nostro matrimonio è in crisi, regia di Antonio Albanese (2002)
- Natale sul Nilo, regia di Neri Parenti (2002)
- Natale in India, regia di Neri Parenti (2003)
- Le barzellette, regia di Carlo Vanzina (2004)
- Che ne sarà di noi, regia di Giovanni Veronesi (2004)
- Christmas in Love, regia di Neri Parenti (2004)
- Manuale d'amore, regia di Giovanni Veronesi (2005)
- Natale a Miami, regia di Neri Parenti (2005)
- Il mio miglior nemico, regia di Carlo Verdone (2006)
- Natale a New York, regia di Neri Parenti (2006)
- Manuale d'amore 2 - Capitoli successivi, regia di Giovanni Veronesi (2007)
- Natale in crociera, regia di Neri Parenti (2007)
- Grande, grosso e... Verdone, regia di Carlo Verdone (2008)
- Natale a Rio, regia di Neri Parenti (2008)
- Italians, regia di Giovanni Veronesi (2009)
- Natale a Beverly Hills, regia di Neri Parenti (2009)
- Genitori & figli - Agitare bene prima dell'uso, regia di Giovanni Veronesi (2010)
- Natale in Sudafrica, regia di Neri Parenti (2010)
- Manuale d'amore 3, regia di Giovanni Veronesi (2011)
- Amici miei - Come tutto ebbe inizio, regia di Neri Parenti (2011)
- Vacanze di Natale a Cortina, regia di Neri Parenti (2011)
- Posti in piedi in paradiso, regia di Carlo Verdone (2012)
- Colpi di fulmine, regia di Neri Parenti (2012)
- Colpi di fortuna, regia di Neri Parenti (2013)
- Sotto una buona stella, regia di Carlo Verdone (2014)
- Un Natale stupefacente, regia di Volfango De Biasi (2014)
- Natale col boss, regia di Volfango De Biasi (2015)
- L'abbiamo fatta grossa, regia di Carlo Verdone (2016)
- Natale a Londra - Dio salvi la regina, regia di Volfango De Biasi (2016)
- Benedetta follia, regia di Carlo Verdone (2018)
- Si vive una volta sola, regia di Carlo Verdone (2021)
- Vita da Carlo – serie TV, prima stagione (2021)